# Edward Richard Sprigg Canby

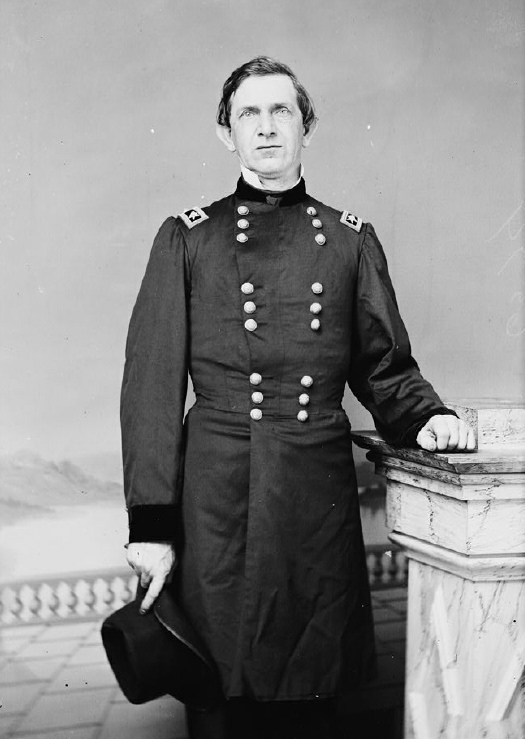
Porträt von Edward Richard Sprigg Canby (um 1860)

Edward Richard Sprigg Canby (* 9. November 1817 in Piatt’s Landing, Kentucky; † 11. April 1873 im Siskiyou County, Kalifornien) war ein Berufssoldat im US-Heer mit dem Dienstgrad Generalmajor.
1835 wurde Canby an die Militärakademie in West Point, New York berufen und schloss 1839 als dreißigster von einunddreißig Lehrgangsteilnehmern seines Jahrganges ab. Am 1. August 1839 heiratete Canby Louisa Hawkins bei Crawfordsville, Indiana. Anschließend kämpfte er als Leutnant der Infanterie im zweiten Seminolenkrieg in Florida (1839–1842), danach im Krieg gegen Mexiko, wo er zwei Brevets als Anerkennung für seine Leistungen im Feldzug gegen Mexiko-Stadt erhielt.
Canby wurde nun, inzwischen Major, in den Stabsdienst versetzt, den er unter anderem in Washington, D.C. ausführte. Danach wurde er zum 10. US-Infanterie-Regiment in das Trans-Mississippi-Gebiet versetzt und kämpfte dort unter dem späteren konföderierten General Albert S. Johnston im Utah-Krieg gegen die Mormonen.
Bei Ausbruch des Bürgerkriegs wurde Canby zum Kommandeur des 19. US-Infanterie-Regiments in Fort Defiance, New Mexico Territory ernannt. 1862 wehrte er die konföderierte Invasion New Mexicos in den Schlachten von Valverde, Glorieta-Pass und Peralta ab.
Von Januar 1863 bis Mai 1864 war er im Stabsdienst in Washington tätig. Nach den Draft Riots übernahm er für vier Monate das Kommando über die Stadt und den Hafen von New York. Im Mai 1864 löste Canby als Generalmajor Nathaniel P. Banks als Kommandeur des militärischen Bereichs westlicher Mississippi ab. Von März bis April 1865 führte er den Feldzug gegen Mobile, Alabama, der mit der Einnahme der Stadt Anfang April endete. Canby nahm auch die Kapitulation der konföderierten Streitkräfte unter General Taylor am 4. Mai 1865 und derer unter General Smith am 26. Mai 1865 entgegen.
Zum Brigadegeneral des regulären Heeres befördert, kommandierte er das Wehrbereich Louisiana, anschließend den 5. Militärbezirk Texas. Im März 1869 wurde Canby von Präsident Grant das Kommando über den Wehrbereich Columbia übertragen, wo die Modoc-Indianer gegen die Regierung kämpften. Am 11. April 1873 ging er unbewaffnet zu einer Unterredung mit dem Anführer der Modoc, Captain Jack und wurde dort zusammen mit einem weiteren Unterhändler ermordet.

Nach ihm wurde Fort Canby an der Mündung des Columbias benannt.